# Pasieki (województwo kujawsko-pomorskie)
Pasieki – wieś w Polsce położona w województwie kujawsko-pomorskim, w powiecie brodnickim, w gminie Bobrowo. Miejscowość wchodzi w skład sołectwa Małki.
W latach 1975–1998 miejscowość administracyjnie należała do województwa toruńskiego.
W 2012 roku pomnikami przyrody ustanowiono 2 dęby szypułkowe o obwodach 300 i 460 cm rosnące na terenie P.P.H. "AGRORAT".